# I Might Be Wrong: Live Recordings
Albums de Radiohead
Amnesiac
(2001) Hail to the Thief
(2003)
I Might Be Wrong (Live Recordings) est un EP live du groupe britannique Radiohead sorti en 2001.
Il contient huit morceaux enregistrés durant leurs tournées en Europe et aux États-Unis en 2001 : sept d'entre eux sont issus de leurs albums Kid A et Amnesiac, et le dernier est un inédit intitulé True Love Waits dont la genèse remonte à 1995. Il paraîtra finalement sur l'album A Moon Shaped Pool en 2016.

## Liste des titres
Tous les titres sont écrits par Radiohead sauf mention contraire.
1. The National Anthem – 4:57
2. I Might Be Wrong – 4:52
3. Morning Bell – 4:14
4. Like Spinning Plates – 3:47
5. Idioteque (Radiohead, Paul Lansky) – 4:24
6. Everything in Its Right Place – 7:42
7. Dollars and Cents – 5:13
8. True Love Waits – 5:02

## Anecdote
Au dos de l'album, il est indiqué que les huit morceaux ont été enregistrés lors de concerts à Oxford, Berlin, Oslo, et Vaison-la-Romaine. En réalité ils ont été enregistrés à Oxford, Vaison-la-Romaine, Cleveland et Los Angeles.